# 兵庫県森林動物研究センター
兵庫県森林動物研究センター（ひょうごけんしんりんどうぶつけんきゅうセンター）は野生動物による被害を防ぎ、人間との共存を図るために2007年に設立された兵庫県の機関。鳥獣被害の防止、野生動物出没対応、野生動物保護、森林動物指導員などの現業部門は兵庫県農林水産部、獣害防止や野生動物との共存などの研究部門は兵庫県立大学が所管している。所在地は兵庫県丹波市。

## 概要
兵庫県ではニホンジカやイノシシ、ツキノワグマなどといった野生動物やアライグマなどの外来種による農作物の食害などの被害が問題となっており、そういった被害を科学的に解決し、野生動物の保護管理（ワイルドライフ・マネジメント）を目指すために、動物学者の河合雅雄の提唱により設立された。

## 組織
- 名誉所長:河合雅雄
- 所長:林良博
- 研究員:6名（兵庫県立大学自然・環境科学研究所森林・動物系の教員が兼務する[1][2]。）
- 森林動物専門員:5名